# 鏈狀兔脂鯉
鏈狀兔脂鯉，為輻鰭魚綱脂鯉目脂鯉亞目上口脂鯉科的其中一個種。

## 分布
本魚分布於南美洲蓋亞那、蘇利南的Rupununi河流域。。

## 特徵
本魚體修長，從吻部至尾柄末端有數條間隔相等的黑色條紋環繞魚體，魚體底色為淺黃白色。中間三道條紋處底色較淺。尾鰭為叉形。吻小如兔吻。體長約18公分。

## 生態
本魚棲息淡水溪流中，性情溫和，喜群游，屬雜食性，以蠕蟲、甲殼動物、昆蟲與植物等為食。

## 經濟利用
為觀賞性魚類，飼養時需要大量的綠色植物和活動空間。